# Youri Messen-Jaschin
Youri Messen-Jaschin:

Youri Messen-Jaschin, artista suíço nascido em Arosa (1941), ativo na Op art desde os anos 1960. Retrato tirado em 2016.

'Youri Messen-Jaschin é um artista de origem letã, nascido em 1941 em Arosa, na Suíça.
Os estudos artísticos conduzem-no à Escola Nacional Superior de Belas Artes (é aluno do professor Robert Cami) e à Escola Prática dos Estudos Superiores da Sorbonne, área de ciências e sociologia (história da arte, professor Pierre Francastel) em Paris.
De 1962 a 1965 visita a Escola de Belas Artes em Lausanne. Aí trabalha com o gravador e pintor Ernest Pizzotti. Pela primeira vez, ouve-se falar da sua criação na Expo 64 Lausanne, em 1964, pelas suas esculturas cinéticas em vidro e acrílico. Youri Messen-Jaschin quis expandir-se em várias direcções. Assim, trabalha durante dois anos no “Centre de la gravure contemporaine” em Genebra. Pouco tempo depois, encontramo-lo em Zurique, onde alarga as suas perspectivas pictóricas sob a direcção do pintor Friederich Kuhn com a experiência do círculo sobre o rosto. De 1968 a 1970, torna-se membro activo da Universidade da Högskolan för design & Konsthantwerk de Göteborg, onde realiza e trabalha em investigação de objectos cinéticos têxteis. É em 1967 em Göteborg, que encontra durante uma exposição no Modern Art Museum de Göteborg, Jesús-Rafael Soto, Carlos Cruz-Diez e Julio Le Parc. Ao falar com estes artistas, descobre o seu fascínio pela arte óptica (Op art). É a partir daqui que decide dedicar todas as suas investigações no sentido da arte cinética. Em seguida, prolonga a sua estadia em Göteborg, onde tem a possibilidade de evoluir continuamente no movimento e nas formas geométricas que integra nos seus têxteis e nas suas pinturas a óleo. As suas investigações e pesquisas no campo da arte óptica tiveram uma grande repercussão na Escandinávia, onde teve a oportunidade de expor em vários museus e onde a sua obra era designada nessa época como vanguardista.
Em 1968 Youri recebe o primeiro prémio de arte da gravação contemporânea suíça. No mesmo ano, beneficia de uma bolsa atribuída pelo Estado da Suécia. Nos anos 70 encontramo-lo em Hamburgo onde continua a trabalhar com artistas do Norte da Alemanha que colaboram com ele em diferentes projectos monumentais. Em 1970, realiza uma escultura cinética para a sociedade Gould em Eistetten na Alemanha, perto da Floresta Negra na Alemanha.
Instala-se em Berna de 1970 a 1981. As suas várias estadias no estrangeiro permitem-lhe cada vez mais, estabelecer contacto com artistas que trabalham no mesmo movimento artístico. A arquitectura desempenha um papel importante na pintura e nas suas esculturas, a investigação do movimento Op art (arte cinética) no ambiente arquitectural representa um todo, dando-lhe a possibilidade de falar sobre estas investigações com Oscar Niemeyer e Burle Marx no Rio de Janeiro, com Ruit Otake em São Paulo e com Clorindo Testa em Buenos Aires.
No final da sua passagem por Caracas, o seu conhecimento enriqueceu ainda mais.
Na Venezuela, na cidade de Caracas expõe teatral e coreograficamente as obras da sua criação que são apresentadas no Ateneu de Caracas e no VI Festival Internacional de Teatro, na Fundação Eugenio Mendoza, na Associação Cultural Humboldt (Goethe-Institut) e na Aliança Francesa. Youri regressa à Suíça após a desvalorização da moeda, motivo da instabilidade política deste país. Em 1985, recebe o primeiro prémio mundial da cultura “Premio Mondiale della Cultura statua della Vittoria” del Centro studi e ricerche delle Nazioni em Calvatone, na Itália. Youri torna-se igualmente “académicien de l´Europe” da “L´Università e Centro Studi e Ricerche de l´Europa” na Itália.
Estas esculturas são enriquecidas pelo movimento e expostas ao ar livre (movimento e deslocação no espaço) e complementadas por sons musicais concretos (o movimento desencadeia sons). As suas primeiras pesquisas e investigações sobre os sons datam a partir do final dos anos 60. Em 1970, Youri integra na sua arte óptica o néon, que continua a utilizar ainda hoje nas suas esculturas, instalações e pinturas a óleo. As grandes e amplas superfícies estão ligadas pela inserção da terceira dimensão. Participa em várias exposições internacionais e recebe prémios pelas investigações e pesquisas sobre arte óptica na Itália. O seu trabalho é exposto em inúmeras exposições individuais e colectivas, as suas obras encontram-se em colecções privadas e em museus nacionais e internacionais. As poderosas superfícies com monumentos ligados pela inserção da terceira dimensão marcam e caracterizam os trabalhos de Youri. As suas composições “Trip…, Living in…, On Line…” de linhas coloridas e traçados sobre materiais lembrando a transparência, reproduzem estruturas cinéticas de particular subtileza que relacionam por um lado, o abstracto e a ilusão e por outro, a manifestação psicofisiológica do movimento.
Elemento básico, o quadrado serve de tela de fundo e é enriquecido por uma outra forma geométrica inserida nos seus lados. Estas formas geométricas reproduzidas uniformemente sobre toda a superfície da obra desenvolvem-se progressivamente sem perder a sua identidade, mesmo quando o artista aplica uma trama complicada de linhas paralelas. Estas obras impõem a não-projecção do projectado mentalmente (interpretação de todo o som “pelo a todo pelo”) convidando-nos a usufruir da mais pura sensação de fascínio que desencadeia toda a fantasia.
Youri utiliza frequentemente a técnica da colagem para os seus óleos e guaches. As suas cores preferidas são: o vermelho, o amarelo, os verdes fortes, as combinações de azul e as tonalidades luminosas.
Da mesma maneira que a construção algorítmica dos elementos, o jogo das cores e a estrutura plástica são uma primeira tentativa da integração da cibernética e da arte. O seu método, empírico, cria novas percepções das cores e dos efeitos de óptica particularmente impressionantes. As formas geométricas como o quadrado, o triângulo ou o círculo desenvolvem-se progressivamente sem perder a sua originalidade, mesmo quando o artista aplica uma trama complicada de linhas paralelas.
A utilização que Youri Messen-Jaschin faz do movimento e da cor como meio de comunicação é trabalhada e organizada como a fazem os arquitectos cinéticos ambientais.
O artista teve o privilégio de vender a sua tapeçaria exclusiva, concebida no estilo da Pop Art “More Light”. Esta obra foi pensada quando esteve em Nova Iorque onde encontrou os artistas da Pop Art como Andy Warhol, Tom Wesselmann e Jasper Johns. Youri trabalha com entusiasmo na utilização da cor neste estilo de arte. O Museu Migros für gegenwartkunst, em Zurique interessou-se por esta obra. Esta tapeçaria foi concebida nos anos 70 no seu atelier em Zollikofen, na Suíça. Surpreendentemente, na sua criação “More Light” e “Bombilla” surge na Pop art como uma força subversiva que se desvia de mitos e de rótulos do mundo consumista. Esta tapeçaria encontra-se na colecção de Migros Vaud no Museu Ecublens, na Suíça.
Após ter viajado até Nova Iorque e aí ter estado por vários meses, regressa à Suíça, onde se instala na cidade de Berna, vivendo aí durante onze anos. Durante a sua estadia expõe frequentemente no Museu Kunsthalle e noutros museus das regiões. Os museus interessam-se pela sua obra, o Kunsthaus de Zurique, a Eidgenossische Technische Hochschule (Escola Politécnica Federal de Zurique, o Cabinet des Estampes de Genebra e no estrangeiro, o Museu Real das Belas Artes em Bruxelas, o Museu Stedelijk de Amesterdão e noutros museus, mas mesmo assim são os coleccionadores privados nos Estados Unidos e na Europa que adquirem as suas obras cinéticas para completar as suas colecções.
Estas criações foram também muito bem recebidas na Venezuela, país onde vive durante alguns anos. A Fundação Mendoza e Yonekura Industrial concederam-lhe o apoio financeiro de que necessitava para desenvolver o seu trabalho e as suas investigações. O artista apostou na exposição de duas obras importantes no Salão de Concertos do Ateneu e no Teatro Ana Julia Rojas do Ateneu de Caracas que tiveram um grande êxito. Youri foi convidado por várias vezes para expor os seus próprios trabalhos. A sua obra, exposta pelo mundo inteiro, em inúmeras manifestações individuais ou colectivas, está espalhada actualmente entre colecções privadas e museus nacionais e internacionais. Youri Messen-Jaschin é incontestavelmente um alto representante da cultura europeia.
Especialista entre outras técnicas do “body art painting”, expõe o seu trabalho nomeadamente em clubes e em exposições ou em locais sombrios que são iluminados com lâmpadas UV, cobrindo-o em quatro horas com corpos nus de cores psicadélicas e biológicas, sem perigo para a pele. “Foi concebido de tal maneira, explica Youri, que poderíamos pensar que os corpos estão vestidos com roupas justas. As mulheres mais novas, entusiasmadas pela “música techno”, não pedem outra coisa senão quererem transformar-se...”

## Obras principais

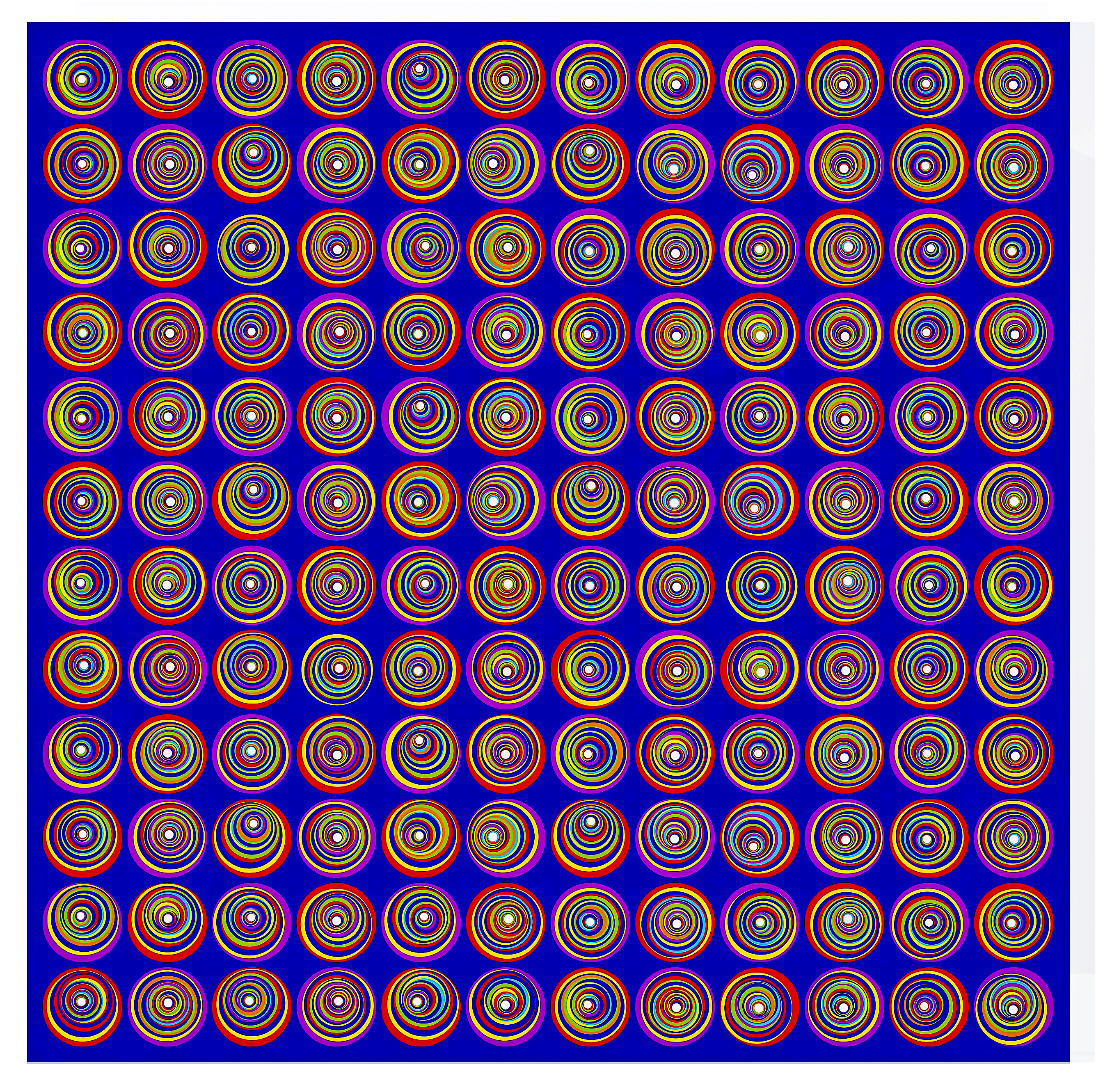
Variation on Z_{N} spin model, serigrafia Op art de grande formato impressa em alumínio, 2021.

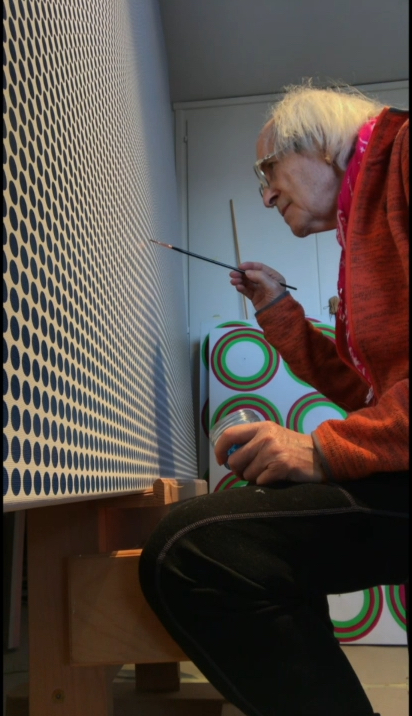
Youri Messen-Jaschin pinta Blue Two no seu ateliê em Lausana (2020). A obra pertence a uma coleção privada.

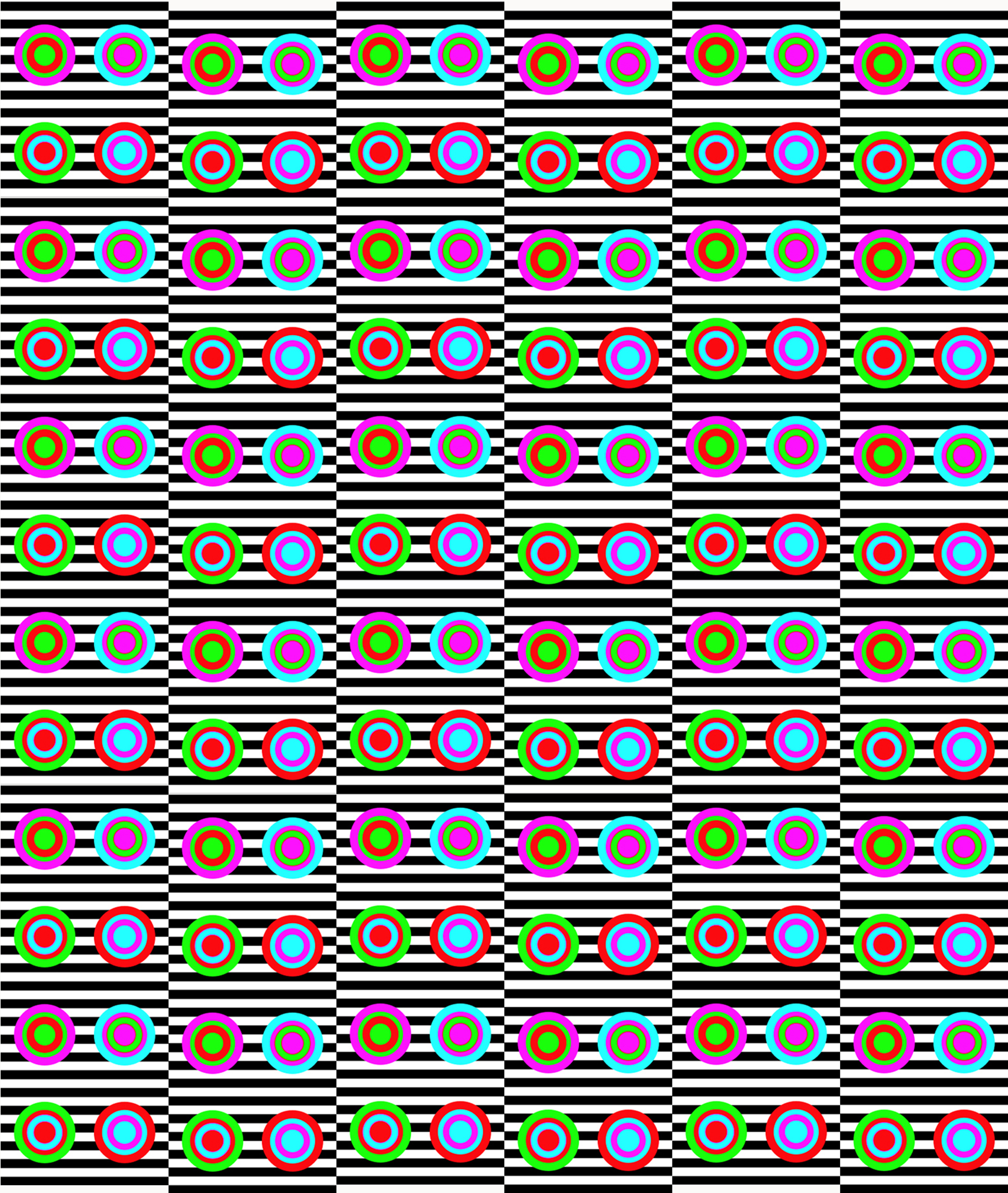
Obra Op art em serigrafia (200 × 170 cm), edição única 1/1. Vencedora do Talent Prize Award 2022 em Los Angeles. A ilusão ótica muda com o ângulo, inspirada na dinâmica quântica.

## Vídeo
Assista ao vídeo completo no Wikimedia Commons

## Enciclopédica
- 1981 Lexikon der zeitgenössischen Schweizer Künstler. Dictionnaire des artistes suisses contemporains. Catalogo degli artisti svizzeri contemporanei. Editeur. vom Schweizerisches Institut für Kunstwissenschaft, Zurique; Frauenfeld: Huber;
- 1987 to 1992 Who's and Who international art;
- 1991 Künstlerverzeichnis der Schweiz. Unter Einschluss des Fürstentums Liechtenstein. Répertoire des artistes suisses, la Principauté du Liechtenstein incluse. Dizionario degli artisti svizzeri, incluso il Principato di Liechtenstein. 1980-1990. Editeur: Schweizerisches Institut für Kunstwissenschaft, Zurich & Lausanne;
- 1998  Biografisches Lexikon der Schweizer Kunst. Dictionnaire biographique de l'art suisse. Dizionario biografico dell'arte svizzera. Hrsg.: Schweizerisches Institut für Kunstwissenschaft, Zurique & Lausanne; Zürich: Verlag Neue Zürcher Zeitung;
- 1999 Dictionnaire biographique de l'art Suisse, Répertoire des artistes suisses/ Institut suisse pour l'étude de l'art Zurich & Lausanne Editeur Neue Zürcher Zeitung/Zurique;
- 1990-2011 QUID Editeur Robert Laffont Paris.
- 2008 Cambridge Encyclopedia vol.43 (Kinetic Art).
- 2008 Cambridge Encyclopedia vol.11 (Body Art).
- 2008 Visarte Vaud - 152 personalidades criativas Editora Liga dos artistas plásticos e arquitectos de Lausanne Suíça.

## Publicação
- 1983 «EL NACIMIENTO DE LA FORMA MOVIMIENTO TODOS LOS ESTILOS - TODAS LAS FORMAS»  Fundación Eugenio Mendoza, Caracas
- 1983 «PRIMERA PARTE DE LOS EFFECTOS ESPECIALES «The Empire Strikes Back» & SEGINDA PARTE DE LOS EFFECTOS ESPECIALES «Raiders of the lost Arc» Fundación Eugenio Mendoza, Caracas
- 1984 «USA/LA PELÍCULA ANIMADA  - STEVEN SPIELBERG» Fundación Eugenio Mendoza, Caracas
- 1986 «LE MONDE DES FORAINS XVIe au XXe siècle - DIE WELT DER SCHAUSTELLER» Editions des Trois Continents Lausanne (ISBN 2-88001-195-7)
- 1986 Musées lausannois (Février) «Le monde des forains»/pages 1/N°.9/Services des affaires culturelles Lausanne
- 1987 Musées lausannois (Mai) «Costumes du cirque»/pages 5/N°.12/Services des affaires culturelles Lausanne
- 1993 Periodical "Versión Original" (Marzo) «CRISIS & CULTURA"» & «La cultura no es un fenómeno independiente de la vida de los hombres» Madrid
- 1993 Periodical "En Pie de Paz" «Sexo y represión» Barcelona
- 1993 «MUJERES EN LAS ARTES / CRISIS & CULTURA» (Mai) Guia, colaboración con MUAC Madrid, Edición Gráficas Gaia Madrid, Subvencionado por Minestero de Asuntos Sociales/Instituto de la Mujer Madrid
- 2021 Youri Messen-Jaschin,(João P. Manaia) "L'OP ART RENCONTRE LES NEUROSCIENCES" Op Art encontra as neurociências, Lausanne, Éditions Favre, ISBN 978-2-8289-1888-0. Este livro ilustrado analisa os efeitos da arte óptica no cérebro, fruto de uma colaboração entre cientistas e artista. A obra conta com um prefácio do Professor Richard Frackowiak, neurologista de renome internacional, pioneiro da neuroimagem cerebral, ex-diretor do Instituto de Neurologia de Londres e co-diretor do Human Brain Project.

Nesta introdução, ele destaca o interesse crescente que a arte ótica desperta nas investigações sobre a percepção, o cérebro e certas patologias mentais.  
O livro está referenciado no catálogo da Bibliothèque publique d’information do Centro Pompidou. https://www.editionsfavre.com/livres/lop-art-rencontre-les-neurosciences/

### Teatro
- 1982 «PSICOTRONICÓ» Caracas; ();
- 1983 «AH! AH! BARROCO» Caracas
- 1983 «LA TORTA QUE CAMINA» Caracas; (); () ;
- 1964 «EMBRYO» Caracas; ();o

## Ligação externa
- Youri Messen-Jaschin biografia
- Youri Messen-Jaschin | Neurosciences meet Op Art | University Viseu, Portugal cf. External Links in English Wikipedia
- Focus on stamps / Optical art / Large scale illusions on new stamps (Swiss Post)
- Aperte artigos e publicação
- Youri Messen-Jaschin Op art trabajo reciente
- Youri Messen-Jaschin Op art
- Três selos especiais por Youri Messen-Jaschin da arte óptica
- Youri Messen-Jaschin Op art
- Youri Messen-jaschin Op art
- Youri Messen-jaschin Op art
- Youri Messen-Jaschin Body art
- Youri Messen-Jaschin Body art video
- Youri Messen-Jaschin Body art video 2
- Youri Messen-Jaschin Direção de teatro
- Youri Messen-Jaschin Op Art
- Youri Messen-Jaschin Art Performance
- Optical Art: Revista dos alunus do curso de gestçao cultural - Pucminas | p. 9
- A Importância Da Arte Contemporânea No Ensino Escolar: Arte E Sustentabilidade Em Diálogo | p. 42
- Brazil | Fundação bienal do mercosul bienal 10 Op Art | p. 44
- Brazil | Da escuola pública paranaense | A arte contemporânea e as artes plásticas no ensino | p. 6
- Produção de Op Art com auxílio de ferramentas digitais | Flávio Lopes da Fonséca | p. 13+15
- Revista usina da cultura - Outubro 2015 | p. 11
- Portfólio da matéia de História da Arte | p. 33
- Noticia de Viseu | 3 de Setembro 2015 | p.14